# Carnegiella
Carnegiella is een geslacht van straalvinnige vissen uit de familie van de bijlzalmen (Gasteropelecidae). Het geslacht bevat een aantal populaire aquariumvissen.

## Soorten
- Carnegiella marthae Myers, 1927
- Carnegiella myersi Fernández-Yépez, 1950
- Carnegiella schereri Fernández-Yépez, 1950
- Carnegiella strigata (Günther, 1864) – Gemarmerde bijlzalm